# Dodec-1-en
Dodec-1-en je alken s dvanácti uhlíkovými atomy a dvojnou vazbou mezi prvním a druhým uhlíkovým atomem. Díky této poloze dvojné vazby a s tím související zvýšené reaktivitě (oproti ostatním izomerům dodecenu) je významnou látkou v chemickém průmyslu, kde slouží nejčastěji k výrobě detergentů.

## Výroba a reakce
Nejčastějši se dodec-1-en vyrábí pomocí upraveného Zieglerova postupu prodlužování řetězce ethenu. Tento postup se skládá ze dvou dílčích částí: prodlužování ethenového řetězce a jeho odstranění. Prodlužování probíhá katalyticky postupnou adicí.